# Forenede Arabiske Emirater ved sommer-OL 2012
Forenede Arabiske Emirater deltog ved Sommer-OL 2012 i London som blev arrangeret i perioden 27. juli til 12. august 2012.

## Medaljer
| 2012 London                | Guld | Sølv | Bronze | Totalt |
| Forenede Arabiske Emirater | 0    | 0    | 0      | 0      |